# レールガイ
『レールガイ』（Railguy）は、過去に存在した日本の鉄道グラフ雑誌である。
1976年12月号が創刊、1981年7月号（通巻57号）まで月刊として出版されたが、1981年8月号が予告無しで休刊となり、2ヵ月後1981年8・9月合併号（通巻58号）として出版、次号から季刊（1981年秋の号、通巻59号）となる旨の予告があったものの、実際は出版が1982年春号（通巻59号）となり、1983年春号（通巻63号）で休刊となった。
当初はオハヨー出版（編集部はサンクアールにあった。）より出版され、後に丸善出版（編集部も丸善出版内）、季刊となって社名を変えて青鈴書房から出されていた。
判型はA4変形判で競合他誌に比べ大きかった。